# سفارة اليابان في بوتسوانا
سفارة اليابان في بوتسوانا هي أرفع تمثيل دبلوماسي لدولة اليابان لدى بوتسوانا. تقع السفارة في غابورون وهي تهدف لتعزيز المصالح اليابانية في بوتسوانا.

## وصلات خارجية
- الموقع الرسمي
- قائمة سفارات اليابان
- قائمة السفارات في بوتسوانا